# She-Devil
She-Devil (en Hispanoamérica: La diabla, en España: Vida y amores de una diablesa) es una película estadounidense de 1989 dirigida por Susan Seidelman y está protagonizada por Roseanne Barr y Meryl Streep. La historia es la segunda adaptación de la novela The Life and Loves of a She-Devil, de la escritora inglesa Fay Weldon.

## Argumento
Ruth Patchett, una madre sumisa y con sobrepeso, se esmera en complacer a su esposo Bob, un contador con quien lleva 15 años casada y quien tras conocer a la atractiva novelista romántica Mary Fisher en una fiesta inicia una aventura. 
Ruth descubre la aventura pero no sabe como reaccionar hasta que una cena durante la visita de los padres de Bob sale mal y este lo utiliza como excusa para abandonarla e ir vivir con Mary, recriminándole a Ruth ser una mala esposa que ha atentado contra las cuatro cosas más valiosas para un hombre: su casa, su familia, su carrera y su libertad. Furiosa y decidida no volver a dejarse pisotear nunca más, Ruth jura vengarse de él y de Mary.
Ruth escribe una lista con las cuatro cosas valiosas de Bob, planeando tacharlos después de destruirlos. Con Bob en casa de Mary y los niños en la escuela, consigue los registros financieros de Mary y sobrecarga la electricidad de la casa, destruyéndola en una explosión y tachando de su lista la casa de Bob. Ya que ahora no hay un lugar donde puedan alojarse, Ruth anuncia que no regresará y deja a los niños en la mansión de Mary rompiendo así la tranquilidad de la escritora y la vida despreocupada de amantes que ella y Bob llevaban hasta ese momento.
La vida idílica de Mary se deteriora a medida que lucha con su nuevo rol maternal, lo que provoca una ruptura en su relación con Bob e interfiere con su capacidad para escribir su nueva novela.
Gracias a los registros de Mary, Ruth descubre que la escritora ingresó a Francine, su madre, en un estricto asilo de ancianos donde entra a trabajar bajo el seudónimo de Vesta Rose, allí conoce a la estricta y amargada enfermera Hooper, pero rápidamente se gana su confianza y se hacen amigas. Ruth alborota el lugar al cambiar los sedantes que la administración utiliza para mantener tranquilos a los ancianos por vitaminas que los vuelven más despiertos y activos; posteriormente les hace creer que Francine moja la cama ya que la institución tiene una política de cero tolerancia con los incontinentes, por lo que es expulsada y devuelta a vivir con Mary; con ello Ruth tacha de su lista a la familia de Bob.
Ruth es despedida tras descubrirse algunas de sus intervenciones en el lugar y Hooper, decidiendo que la vida es más divertida junto a su mejor amiga, renuncia y ambas deciden invertir sus ahorros en fundar una agencia de empleo para mujeres rechazadas por la sociedad. 
La agencia tiene un éxito abrumador convirtiéndose rápidamente en una gran compañía que pone a disposición de Ruth una poderosa red de contactos constituida por las mujeres que ahora trabajan en muchas instituciones y empresas influyentes gracias a ella y que la ven como su salvadora por ayudarlas a obtener un lugar en la sociedad.
Cuando Olivia, una atractiva joven, solicita empleo en la agencia, Ruth la coloca como secretaria de Bob sabiendo que este, al ver rota su convivencia con Mary buscará una amante y en poco tiempo empieza a tener relaciones sexuales con ella en la oficina. Esto provoca que Bob ignore y rechace a Mary en el ámbito romántico y sexual, lo que la lleva a sentirse sola y desesperada. 
En paralelo, una periodista a quien Mary invitó a su casa para que escribiera un artículo para las páginas sociales conoce a Francine, quien no solo desmiente el fantasioso pasado que esta ha inventado como la sofisticada hija de una familia de la alta sociedad sociedad, sino que además revela una gran cantidad de secretos sucios de su pasado que rápidamente son publicados por la prensa y destruyen su imagen.
Por consejo de Ruth, Olivia le declara su amor a Bob y tal como ella esperaba, él la deja y despide, por lo que Olivia revela a Ruth que Bob es un estafador que roba a sus clientes deduciendo intereses de sus cuentas y transfiriéndolos a su cuenta en el extranjero en Suiza. Ambas piratean la computadora de Bob para llevar a cabo una malversación de fondos y luego informan de ello al IRS. Ruth también le envía a Mary por correo fotos de Bob acostándose con Olivia. 
Con la intención de recuperar el control de su vida, Mary obliga a los hijos de Francine y Bob a comportarse y luego organiza una elegante fiesta con sus amigos, para su desgracia, el evento es interrumpido por policías estatales con una orden de arresto contra Bob. Gracias a esto, Mary descubre que Bob también estaba robando de su cuenta, por lo que lo deja y vende su mansión mientras Ruth tacha de su lista la carrera de Bob. 
Bob y su abogado se muestran despreocupados por el caso ya que han sobornado al juez para asegurar un veredicto favorable, pero cuando Ruth se entera pide ayuda a una mujer que consiguió empleo como secretaria del juzgado gracias a la agencia de Ruth, quien reasigna el caso a un juez imparcial. Bob es declarado culpable de malversación de fondos y sentenciado a prisión, tachando así el último elemento de la lista de Ruth: su libertad. Cuando se llevan a Bob, él se da cuenta de que su avaricia, su egoísmo y su infidelidad hacia Ruth lo dejaron sin nada.
Dieciséis meses después, Ruth y sus hijos visitan a un Bob reformado. Tras su divorcio, él mantiene una relación más amistosa con Ruth y espera con ansias reencontrarse con sus hijos tras salir de prisión. Mientras tanto, Mary revitalizó su carrera convirtiéndose en una escritora más conocida y asiste a una firma de libros sobre un nuevo libro revelador, donde autografía un libro para Ruth, pero no la reconoce. Después de Ruth, aparece un nuevo hombre con quien Mary intenta coquetear. Ruth sonríe mientras camina por una concurrida calle de Manhattan, acompañada por mujeres de su agencia.

## Reparto
- Roseanne Barr como Ruth Patchett.
- Meryl Streep como Mary Fisher.
- Ed Begley Jr. como Bob.
- Linda Hunt como Hooper.
- Sylvia Miles como la mamá de Fisher.
- Elisabeth Peters como Nicolette Patchett.
- Bryan Larkin como Andy Patchett.
- A Martínez como García.
- Maria Pitillo como Olivia Honey.
- Mary Louise Wilson como la señora Trumper
- Susan Willis como Ute.
- Jack Gilpin como Larry.
- Robin Leach como él mismo.
- Nitchie Barrett como la secretaria de Bob.
- June Gable como la narradora.

## Banda sonora
La banda sonora de la película fue lanzada en CD, casete y disco de vinilo por Mercury Records el 5 de diciembre de 1989.
1. "I Will Survive" - Sa-Fire
2. "You Can Have Him - Carmel
3. "C'mon And Get My Love" - D-Mob
4. "Always" - Tom Kimmel
5. "You're The Devil In Disguise - Elvis Presley
6. "Party Up" - Chubby Checker
7. "Tren D'Amour" - Jermaine Stewart
8. "That's What I Call Love" - Kate Ceberano
9. "Tied Up" - Yello
10. "It's Getting Hot" - The Fat Boys